# Кукетский
Кукетский — посёлок в Верещагинском районе Пермского края, находится на территории Зюкайского сельского поселения.
Расположен в восточной части Верещагинского района. На 1330 километре Транссибирской магистрали находится одноимённая железнодорожная станция, обслуживаемая пригородными электропоездами на участке Пермь 2 — Верещагино.
Население посёлка 700 человек. Национальный состав разнообразен, преобладают русские, коми-пермяки и немцы. Последние были завезены в посёлок в 1942 году, во время эвакуации с берегов Волги.
Первое упоминание о посёлке связано с строительством Пермь — Котлаской железной дороги в 1899 году. Ранее населённый пункт носил название Разъезд № 31, в 70-х годах XX века получил своё современное название.
Первое здание было построено в 1929 году, сейчас это двухэтажное здание расположено по адресу ул. Октябрьская д. 1.
В настоящее время в посёлке есть общеобразовательная школа № 1 (год основания 1947 г.), дом культуры и библиотека.
У поселка существует громкое сельскохозяйственное прошлое. Ранее в посёлке располагалось подсобное хозяйство ПермьНефть. В 1957 году оно было присоединено к тогда укрупняющемуся совхозу «Уралец», подсобное хозяйство вошло как Кукетское отделение, в качестве которого оно просуществовало до момента ликвидации хозяйства в 2004 году.
также там проживает  известный  всеми человек : Кулаков Кирилл Витальевич 
Более известный как KVK 